# سعید بن عبدالله حنفی
سعید بن عبدالله حنفی یکی از یاران حسین بن علی بود و در روز عاشورا و هنگام نماز ظهر به همراه زهیر بن قین از حسین بن علی حفاظت کردند تا نماز بخواند و پس از اتمام نماز بر اثر جراحات ناشی از تیر باران کشته شد.

## شب عاشورا
شب عاشورا هنگامی که حسین بن علی پس از خطبه معروفش گفت: تاریکی شب شما را فرو پوشانده، برخیزید و بروید و خود را از این مهلکه برهانید.
سعید بن عبداللّه از جای برخاست و گفت:
ای پسر پیامبر! به خدا سوگند ما دست از یاری ات برنداریم و تو را رها نکنیم، تا خدا بداند که ما وصیت پیامبر را در حق ذریه اش حفظ کردیم، به خدا سوگند اگر بدانم کشته می‌شوم سپس زنده می‌گردم، آنگاه به آتش سوخته خواهم شد و خاکسترم را بر باد می‌دهند و هفتاد بار با من چنین کنند از تو جدا نخواهم شد تا جانم را فدایت کنم. چگونه از تو جدا شوم در حالی که یک بار کشته شدن بیشتر نیست و پس از آن کرامت و عزت سرمدی و نعمت ابدی است، نعمتی که هرگز برای آن زوال و فنایی نمی‌باشد!

## سعید در منظر مهدی ال محمد
دویست سال پس از واقعه عاشورا، مهدی آل محمد در زیارت ناحیه مقدسه پس از سلام به سعید و اشاره به گفتار او درشب عاشورا در مورد او می‌گوید: «این تویی که به آرزوی خود رسیدی و امامت را مواساه و یاری دادی. خداوند ما را باشما در زمره شهدا محشور گرداند و در اعلی علیین همراهی و هم‌نشینی شما را به ما روزی دهد»